# Gare de Baba Ali
La gare de Baba Ali est une gare ferroviaire algérienne située sur le territoire de la commune de Saoula, dans la wilaya d'Alger.

## Situation ferroviaire
La gare est située sur la ligne d'Alger à Oran, entre les gares de Aïn Naâdja et de Birtouta.
| \| Alger Baba Ali Aéroport d'Alger Zéralda Birtouta Réghaïa \| Localisation de la gare de Baba Ali dans la wilaya d'Alger. |
| Alger Baba Ali Aéroport d'Alger Zéralda Birtouta Réghaïa                                                                   |

## Service des voyageurs

### Desserte
La gare de Baba Ali est desservie par les trains du réseau ferré de la banlieue d'Alger assurant les liaisons Alger - El Affroun et Alger (gare de l'Agha) - Zéralda.

### Intermodalité
La gare est desservie par les bus des lignes :
101, 
102, 
121, 
122 et
123 du réseau de bus de l'ETUSA.